# Sarmaság község
Sarmaság község (románul: Comuna Șărmășag) község Szilágy megyében, Romániában. Központja Sarmaság, beosztott falvai Magurahegy, Mojád, Parttanya, Selymesilosva, Szilágylompért.